# Ole Iversen
Ole Iversen (Sarpsborg, 1884. február 21. – Sarpsborg, 1953. március 9.) olimpiai ezüstérmes norvég tornász.
Az 1908. évi nyári olimpiai játékokon tornában összetett csapatversenyben ezüstérmes lett és egyéni összetettben helyezés nélkül zárt.
Klubcsapata a Sarpsborg Turnforening volt.